# アーノルド (テレビ番組)
『アーノルド』（Arnold）は、Netflix製作によるアメリカ合衆国のドキュメンタリーシリーズである。ボディビルディング、ハリウッド、政治の世界で活動するアーノルド・シュワルツェネッガーの人生とキャリアが探られる。

## 内容
『アーノルド』はアーノルド・シュワルツェネッガーの人生とキャリアに迫り、スターダムにのし上がったこと、ボディビルでの功績、俳優としての成功、そして政治家への転身が描かれる。シリーズは俳優の裏に隠された人物像に迫り、視聴者にシュワルツェネッガーの多面的な人生を包括的に理解させる。

## 出演者
※括弧内は日本語吹替。
- アーノルド・シュワルツェネッガー（玄田哲章）
- シルヴェスター・スタローン（楠大典）
- ジェームズ・キャメロン（山岸治雄）
- フランク・ゼーン（赤坂柾之）
- リンダ・ハミルトン（小林さとみ）
- アイヴァン・ライトマン（内野孝聡）
- ダニー・デヴィート（相馬康一）
- アルバート・ブセク（伊藤和晃）
- チャールズ・ゲインズ（伊藤和晃）
- ジョンジョン・パーク（内野孝聡）
- ジェイミー・リー・カーティス（今泉葉子）
- スーザン・ケネディ（今泉葉子）
- バーバラ・アウトランド・ベイカー（今泉葉子）
- エリック・モリス（相馬康一）
- ボール・ワッチャー（玉井勇輝）
- ジョー・マシューズ（いとうさとる）
- ダニエル・ジンガレ（星祐樹）

日本語吹替版スタッフ
演出：安江誠、翻訳：宮葉直子、調整：白鳥陽一、制作進行：橘谷友紀、スタジオ：グロービジョン
日本語字幕版スタッフ
翻訳：白鳥美幸

## エピソード
| 通算 話数 | タイトル                                | 監督                 | 放送日       |
| --- | --------------------------------------- | -------------------- | ------------ |
| 1 | "パート1:競技者" "Part 1: Athlete"      | レスリー・チルコット | 2023年6月7日 |
| 戦後のオーストラリアで育ったアーノルドがボディビルの名声を手に入れ、アメリカン・ドリームを追い求めるきっかけとなった瞬間を振り返る。              |                                         |                      |              |
| 2 | "パート2:俳優" "Part 2: Actor"          | レスリー・チルコット | 2023年6月7日 |
| 障害を資産へと変えることに焦点を当てたアーノルドはハリウッドのスターダムへの道を辿り、自身の役柄、ライバル、そして実生活の恋愛物語を振り返る。    |                                         |                      |              |
| 3 | "パート3:アメリカ人" "Part 3: American" | レスリー・チルコット | 2023年6月7日 |
| メディアの厳しい監視、スキャンダル、夫婦間の不和の最中にあるアーノルドはカリフォルニア州知事としての野心的な8年間の任期中に政治改革に軸足を移す。 |                                         |                      |              |

## 製作
シリーズはアレン・ヒューズのデフィアント・ワンズ・メディア・グループと監督のレスリー・チルコットのインヴェンテッド・バイ・ガールズにより製作された。ドキュメンタリーのためにチルコットは1年半の間、1週間に3、4回にわたってFaceTimeでシュワルツェネッガーと話し、その後40時間以上のインタビューを収録した。彼女はまたシュワルツェネッガーは編集上の監視をせず、どんな話題も禁じなかったと述べた。チルコットは彼の州知事時代を30分しか取り上げず、それについてもう1話を製作したかったが、その要求は却下された。

## 公開
2023年5月、Netflixはシュワルツェネッガーの来歴についてのドキュメンタリーシリーズを告知し、全3話構成で公開すると述べた。また告知に合せて予告編も公開した。シリーズは2023年6月7日に配信された。

## 評価
レビュー集積サイトのRotten Tomatoesでは26件の批評に基づいて支持率は73%、平均点は6.4/10となり、「シュワルツェネッガーの複雑な遺産に完璧に取り組むには『アーノルド』があまりにも従順すぎるとしても、彼の人生の基本的な事実は徹底的に面白いドキュメンタリーを作るのには十分魅力的である」とまとめられた。